# Gonthier (517)
Gonthier (517-après 550) est le fils aîné de Clothaire Ier.

## Biographie
En 516, Clothaire épouse une esclave, Ingonde.
De ce mariage sont issus sept fils dont Gonthier est l’aîné.
Il sera envoyé avec son cousin Thibert pour réclamer aux Goths les terres que ceux-ci avaient pris à Clovis. Mais parvenu à Rodez, Gonthier retourne sur ses pas pour une cause inexpliquée, pendant que Thibert s'empare des places fortes de Dio-et-Valquières et Cabrières. 